# Snart kommer natten
Snart kommer natten är Jim Jidheds andra soloalbum. Det släpptes 1991.

## Låtlista
1. Snart kommer natten (P. Gessle/J. Larsson)
2. Här står en man (B.A. Robertson/A. Hammond/Y. Colegate)
3. Kommer du ihåg mig? (P. Karlsson/J. Hagleitner)
4. Stan är inte stor nog (för oss två) (O. Evenrude/U. Georgsson)
5. Bara din (J. Jidhed/J. Ekedahl)
6. Utan dig (P. Sinfield/A. Hill/A. Hammond/K. Almgren)
7. Jag kommer ångra mig (S. Bagge/B. Axelsson/D. Nerge/J. Larsson)
8. Om jag bara visste var hon fanns (J. Jidhed/J. Ekedahl)
9. Vi hade allt (P. Gessle/J. Larsson)
10. Nära varann (S. Bagge/B. Axelsson/D. Nerge/J. Larsson)
11. Jag vill vara med dig (J. Jidhed/J. Ekedahl/J. Larsson/M. Jidhed)

## Listplaceringar
| Lista (1991) | Topplacering |
| ------------ | ------------ |
| Sverige      | 48           |

### Fotnoter
1. ↑  ”Snart kommer natten”. Svensk mediedatabas. 10 mars 1991. https://smdb.kb.se/catalog/id/001477407. Läst 11 september 2017.
2. ↑  ”Snart kommer natten”. Svensk mediedatabas. 10 mars 1991. https://smdb.kb.se/catalog/id/001490687. Läst 11 september 2017.
3. ↑  ”Snart kommer natten”. Svensk mediedatabas. 10 mars 1991. https://smdb.kb.se/catalog/id/001498254. Läst 11 september 2017.
4. ↑  ”Snart kommer natten” (på engelska). Swedishcharts. 10 mars 1991. http://www.swedishcharts.com/showitem.asp?interpret=Jim+Jidhed&titel=Snart+kommer+natten&cat=a. Läst 11 september 2017.